# Cyro Delvizio
Cyro Delvizio é um violonista, pesquisador e compositor brasileiro. Sua peça Cantata de Ano Novo é amplamente reconhecida, tendo sido tocada pela Orquestra Sinfônica Brasileira. 
Cyro recebeu seu título de doutor pela Escola de Comunicação e Artes da Universidade de São Paulo em 2019, defendendo a tese "Os 12 Estudos para violão de Francisco Mignone: um estudo de caso sobre a solução de problemas técnicos violonísticos." 
Em 2024, estreiou como jurado no quesito "samba-enredo" no Grupo Especial do Rio de Janeiro.